# Rebecca Clopath
Rebecca Clopath (* 1988 in Lohn GR) ist eine Schweizer Köchin, Landwirtin und Unternehmerin.

## Werdegang
Clopath wuchs in Lohn, Kanton Graubünden, auf, wo ihre Familie einen Bio-Bauernhof besitzt. Durch dieses Umfeld kam Clopath schon früh mit einem naturnahen Leben, Garten, Tieren und der Natur in Kontakt. Ihre ersten Kocherfahrungen sammelte sie als Kind, indem sie ihrer Mutter in der Küche aushalf. Als Jugendliche absolvierte sie eine Lehre bei Oskar Marti im Restaurant Moospinte in Münchenbuchsee, (16 Punkte bei Gault Millau) und als Chef de Partie und Sous Chef bei Stefan Wiesner im Rössli in Escholzmatt (ein Michelin-Stern, 17 Gault-Millau-Punkte) – beide Köche sind für ihren naturnahen Kochstil bekannt.
Als Mitglied der Schweizer Junioren-Kochnationalmannschaft gewann sie mit ihrem Team im Jahr 2010 bei der Kochweltmeisterschaft in Luxemburg zweimal Gold. Nach ihrer Ausbildung zur Chefköchin zog die Bündnerin nach Spiez, wo sie die Landwirtschaftsschule absolvierte. In dieser Zeit konzipierte sie ihre Kochphilosophie, welche sie später auf dem elterlichen Hof umsetzte.

### Konzept
Clopath besitzt kein übliches Restaurant, in dem sie ganzjährig kocht. Stattdessen empfängt sie ihre Gäste in den vegetationsarmen Monaten in einem Lokal auf dem Bauernhof ihrer Eltern. Dort bietet sie sogenannte Esswahrnehmungen an. Diese bestehen aus neun Gängen, die während fünf Stunden serviert werden und sich einem bestimmten Thema widmen. Clopath und ihr Team erzählen Hintergründe und Geschichten zu den Gerichten. Die Konzeption und Recherche für jede «Esswahrnehmung» dauern rund 650 Stunden. Gemäss Eigenaussage sei das Ziel ihrer Menüs, die Gäste nicht nur zu sättigen, sondern auch zum Nachdenken anzuregen. Sie ist aufgrund ihres naturnahen Kochstils als Naturköchin bekannt.
Sie und ihr Team betreiben einen Hof, auf dem Rinder bis zur Schlachtung aufgezogen werden. Sie setzt sich für einen bewussten Umgang beim Fleischkonsum ein. Sie richtet sich bei den eigenen Menüs nach dem Pflanzen-Tier-Verhältnis der Erde.
Saisonalität und Lokalität sind weitere Bestandteile ihrer Philosophie. So verwendet sie beispielsweise keine Nelken oder keinen Zimt in ihren Menüs und bietet auch keinen Kaffee an, da diese Zutaten von weither importiert werden müssten. Auch das Geschirr, die Arbeitskleider oder das Mobiliar werden lokal produziert, mithilfe von Handwerkern und Künstlern aus der Region.

## Fernsehauftritte
Zwischen 2019 und 2022 moderierte Clopath für das Magazin Glanz und Gloria des Schweizer Fernsehens die Serie «Vom Feld auf den Teller». Sie war ausserdem in diversen TV-Beiträgen, unter anderem auf Arte und im Schweizer Fernsehen, zu sehen.

## Auszeichnungen
- 2010: Erster Platz beim Culinary World Cup
- 2012: Dritter Platz Marmite Youngster
- 2016: Prix Eco.ch in der Kategorie «Hoffnungsträger»
- 2017: Förderungspreis des Kulturpreises des Kantons Graubünden